# تحت البركان
تحت البركان (بالإنجليزية: Under the Volcano)‏ هو فيلم دراما أُصدر في 1984. الفيلم تولّت يونيفرسال بيكشرز توزيعه، وهو من إخراج جون هيوستن، وداني هيوستن.

## القصة
تقع أحداث الفيلم في المكسيك.

## طاقم التمثيل
- ألبرت فيني
- اجناسيو لوبيز  [لغات أخرى]‏
- Sergio Calderón [الإنجليزية]‏
- إميليو فرنانديز
- هوغو ستيغليتز
- كارلوس ريكيلمي
- كاتي خورادو
- جيمس فيليرز
- جاكلين بيسيه
- أنتوني أندروز
- Günter Meisner [الإنجليزية]‏

## وصلات خارجية
- تحت البركان على موقع IMDb (الإنجليزية)
- تحت البركان على موقع روتن توميتوز (الإنجليزية)
- تحت البركان على موقع نتفليكس (الإنجليزية)
- تحت البركان على موقع ألو سيني (الفرنسية)
- تحت البركان على موقع Turner Classic Movies (الإنجليزية)
- تحت البركان على موقع أول موفي (الإنجليزية)
- تحت البركان على موقع بوكس أوفيس موجو (الإنجليزية)
- تحت البركان على موقع فيلمافينيتي (الإسبانية)
- تحت البركان على موقع قاعدة بيانات الأفلام السويدية (السويدية)
- تحت البركان على موقع قاعدة بيانات الفيلم (الإنجليزية)